# キックバイク

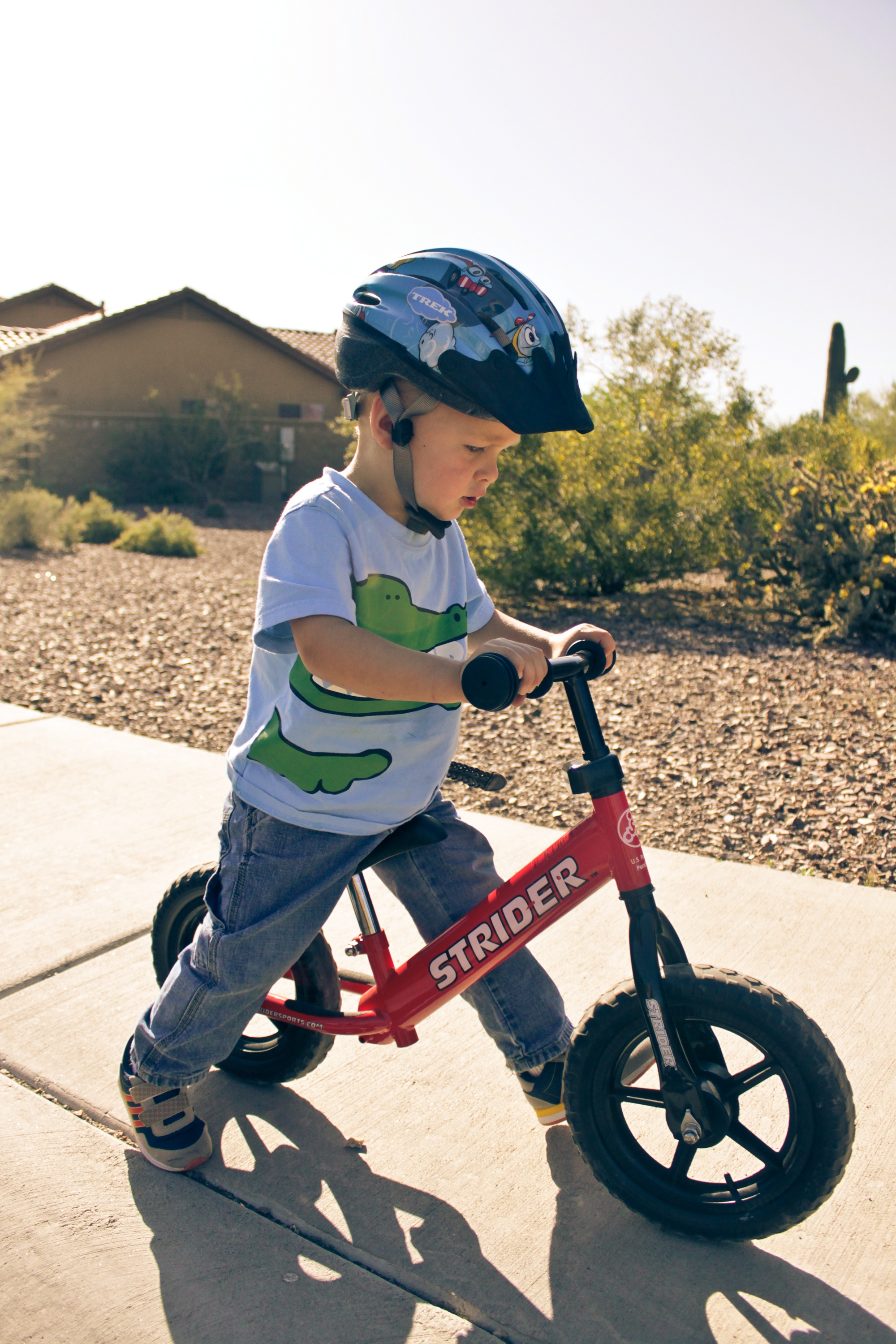
「ストライダー」の「ランニングバイク」（キックバイク）に乗る子ども。

キックバイクは、自転車のようにまたがって乗り、足で地面を蹴って進む、ペダルのない幼児用の二輪遊具で、英語など他の多くの言語におけるバランスバイク（balance bike）に相当するものである。ただし、日本においては「バランスバイク」はラングスジャパン社の商標であるため、日本語における一般的な名称としてはキックバイクが用いられることがよくある。ほかにも、やはり商標に由来する名称である「ランニングバイク」、「トレーニングバイク」や、代表的なメーカーの名である「ストライダー」などと称されることもある。消費者庁など行政の文書では「ペダルなし二輪遊具」と表現されており、軽車両である自転車とは異なる、幼児の乗用玩具のひとつとされている。
日本では2000年代後半から普及が始まったとされ、ブレーキ付きやスタンドを保持したものが発売されている。

## 概要
キックバイクの対象年齢は、2歳から5歳ないし6歳くらいまでの未就学児とされており、この年齢を対象としたレースイベントも開催されている。さらに1歳半からの使用を想定した製品もある。
キックバイクにはクランクがなく、道路交通法の上でも自転車のような軽車両扱いにはならず、あくまでも遊具、玩具であり、公道の走行は認められていない。消費者庁は、ペダル、クランク、チェーンがなく、幼児の握力では操作が難しいことからブレーキも備えられていないことを踏まえた注意喚起を出し、道路での使用禁止、ヘルメットの着用、使用時の大人の立ち会いの3点を呼びかけている。国民生活センターは、4銘柄の商品テストを行なった結果から、以上3点に加え、「坂道を滑走してしまった場合、傾斜によっては短い距離でも大人が追いつけない速度」が出ることを指摘し、坂道での使用禁止を呼びかけている。
なお、機種によっては、後付けでペダルなどを取り付けて自転車として使用できるものもある。
キックバイクは、起伏のあるパンプトラックの走行にも適しているとされる。また、スキーアタッチメントを付けて、雪上を滑走できるようにしたものをスノーキックバイクなどと称し、レースイベントも開かれている。

## 金属以外の素材での製作
もともと、バランスバイクは、金属製のものばかりではなく木製もあった。日本でも多くのキックバイクはアルミニウムなど軽量金属で作られているが、2009年から木製のキックバイクの製造も行なわれており、さらに、段ボール製のキックバイクの組み立てキットも販売されている。

## 幼児用乗用玩具ではない「キックバイク」

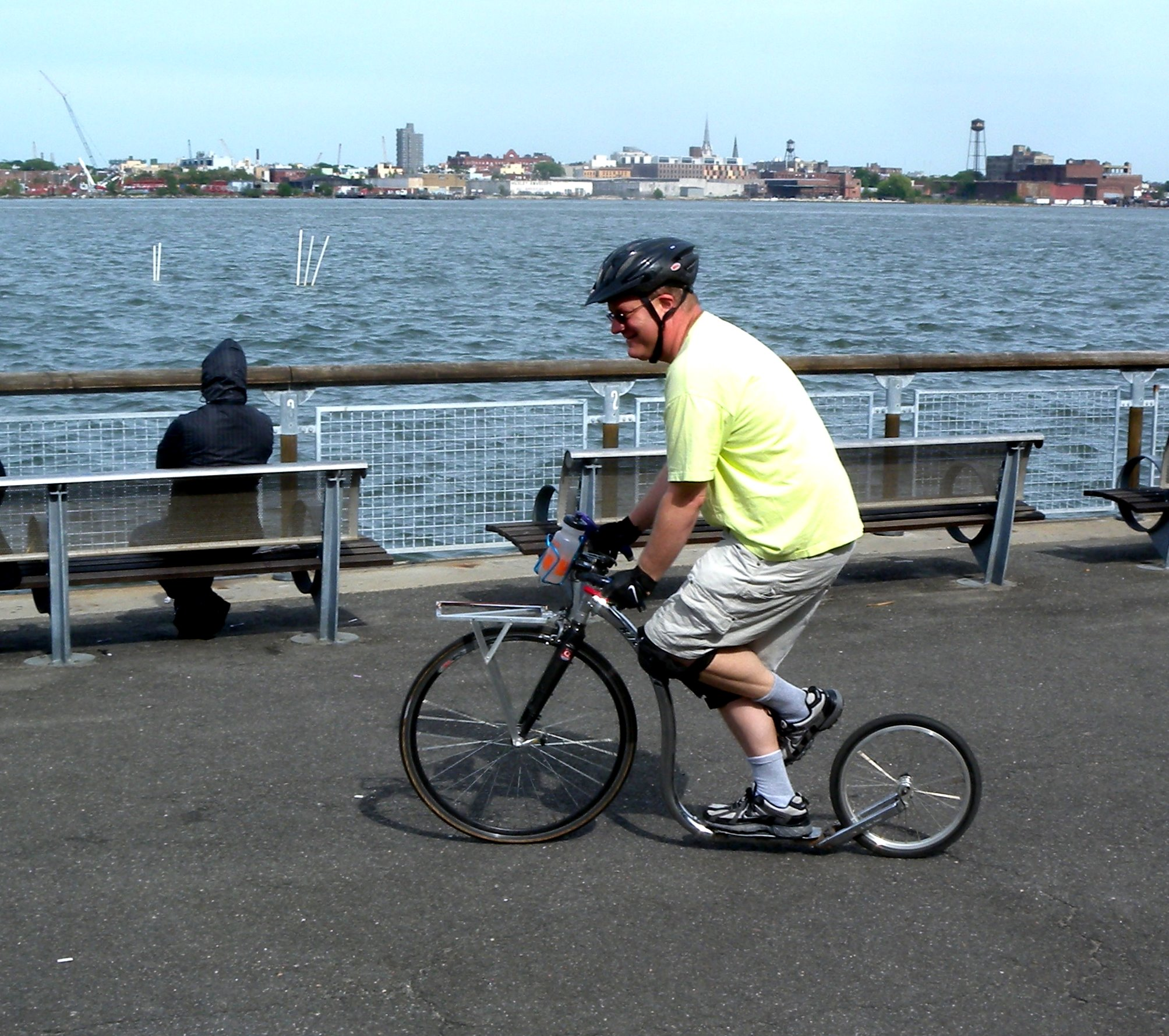
キックスケーターに似た、成人用のキックバイク。ニューヨーク市マンハッタンで、2010年撮影。

日本語における幼児用乗用玩具のキックバイクとは別に、キックスケーターと同様の原理で、サドルはなく、立ったまま足で地面を蹴って進む成人用の二輪車をこう呼ぶ場合もあるが、こちらは1994年にフィンランドで開発された製品の商標「Kickbike」に由来する。